# Un trou dans la tête
Pour les articles homonymes, voir Trou.
Pour plus de détails, voir Fiche technique et Distribution.
Un trou dans la tête (A Hole in the Head) est un film américain de Frank Capra, sorti en 1959.

## Synopsis
Tony Manetta, veuf, la quarantaine séduisante, vit à Miami avec son jeune fils. Il y tient un hôtel un peu miteux, est criblé de dettes et a une liaison avec une jeune écervelée volcanique, Shirl.
Pour éviter expulsion et saisie, il fait appel à son frère Mario, commerçant à New York qui mène avec son épouse une vie très réglée. Le couple débarque à Miami pour mettre de l'ordre dans la vie de Tony qui a « un trou dans la tête » et prendre soin de son fils. Il lui présente une jeune veuve, Eloïse que Tony trouve séduisante, mais sa principale préoccupation est de trouver 5 000 $ pour éviter l'expulsion.
Naïf, versatile, immature, Tony croit pouvoir compter sur un ami devenu milliardaire pour un projet extravagant, joue avec lui aux courses, gagne, perd, réalise son incurie et son incapacité à s'occuper de son fils. Il se résigne à le confier à son frère et à sa belle-sœur mais le garçonnet s'échappe à l'aéroport, rejoint son père, tous deux suivis par Eloïse qui les invite à déjeuner.
Le film séduit par des ruptures de ton entre comédie et mélancolie, par le portrait d'un grand enfant incapable d'être adulte et responsable, par la description toute en finesse de la solitude affective.
Il offre un duo entre Frank Sinatra et le jeune  Eddie Hodges . Ils interprètent la chanson High Hopes. Celle-ci obtient l'Oscar de la meilleure chanson originale  à la 32e cérémonie des Oscars en 1960.

## Fiche technique
- Titre : Un trou dans la tête
- Titre original : A Hole in the Head
- Réalisation : Frank Capra
- Scénario : Arnold Schulman
- Production : Frank Capra et Frank Sinatra producteur exécutif (non crédité)
- Société de production : SinCap Productions
- Société de production : United Artists
- Musique : Nelson Riddle
- Photographie : William H. Daniels
- Montage : William Hornbeck
- Directeur artistique : Eddie Imazu
- Décors de plateau : Fred M. MacLean (non crédité)
- Costumes : Edith Head
- Pays d'origine : États-Unis
- Format : Couleurs - Son : Mono (Westrex Recording System)
- Genre : Comédie
- Durée : 120 minutes
- Dates de sortie :
  - États-Unis :15 juillet 1959
- Affiche : Roger Soubie (France)

## Distribution
- Frank Sinatra (VF : Roger Rudel) : Tony Manetta
- Edward G. Robinson : Mario Manetta
- Eleanor Parker : Eloise Rogers
- Carolyn Jones : Shirl
- Thelma Ritter : Sophie Manetta
- Eddie Hodges : Alvin « Ally » Manetta
- Keenan Wynn : Jerry Marks
- Joi Lansing : Dorine
- Connie Sawyer : Miss Wexler
- James Komack : Julius Manetta
- Dub Taylor : Fred
- George DeWitt : Mendy Yales
- Ruby Dandridge : Sally
- Sam McDaniel : Andy

## Distinctions
- Oscar de la meilleure chanson originale